# Adam Frans van der Meulen
Adam Frans van der Meulen (født 1. januar 1632 i Bryssel, død 15. oktober 1690 i Paris) var en flamsk maler.
van der Meulen var elev af Pieter Snayers og blev på Charles Le Bruns anbefaling kaldt til Paris, hvor han omkring 1665 blev Ludvig XIV’s hofmaler og 1673 medlem af Akademiet. Hans hele kunstneriske virksomhed er nøje knyttet til Ludvig XIV, hvem han ledsagede i felten, og hvis krigerske bedrifter — marcher, belejringer, slag og sejrrige indtog — hans pensel forherligede i store, klart og malerisk opfattede og livfuldt komponerede malerier (i høj grad kulturhistorisk interessante og tilmed forsynede med mængder af portrætter) og kartoner, hvilke sidste han udførte for gobelinsfabrikken, hvor han ansattes 1667.
Af hans talrige værker nævnes af de store samlinger i Versailles og Louvre: Ludvig XIV’s indtog i Douai og i Arras, den franske hær foran Tournay, Valenciennes’ indtagelse, overgangen over Rhinen og mange flere; i Bryssel: Ludvig XIV foran Tournay, i Dresden: Ludvig XIV’s udfart til Vincennes og kongens indtog i Arras, i Wien: Indtagelsen af byen Dole, Beskydningen af Oudenaarde, Indtagelsen af Lille, endvidere billeder i Sankt Petersburg (en række krigsscener fra den nederlandske krig), i München, Darmstadt, Kassel, Madrid, Nationalmuseet i Stockholm og flere andre steder.